# Milan Bor
Milan Bor (* 1936 in Prag; † 14. Mai 1998 in München) war ein tschechischstämmiger Tontechniker bei Film und Fernsehen der Bundesrepublik Deutschland.

## Leben und Wirken
Bor begann seine filmische Laufbahn als 18-Jähriger in untergeordneten Funktionen in den heimischen Barrandov-Studios. Infolge der Niederschlagung des Prager Frühlings floh er 1968 in die Bundesrepublik und ließ sich schließlich in München nieder. Zu seinen ersten Arbeiten als alleinverantwortlicher Tontechniker zählen mehrere Operettenadaptionen, die 1974/75 für das Fernsehen (ZDF) hergestellt wurden. Unmittelbar darauf knüpfte Bor seinen ersten Kontakt zu Jungfilmerkreisen und sorgte für den Ton bei Hans W. Geißendörfers Sternsteinhof.
In der Folgezeit holten auch andere Repräsentanten des Neuen Deutschen Films Bor für ihre Inszenierungen, allen voran Rainer Werner Fassbinder, und ließen ihn den Ton bzw. die Tonmischung ihrer Arbeiten anfertigen. Im Winter 1976/77 gestaltete Milan Bor den Ton zu Wim Wenders’ Der amerikanische Freund, 1979 kooperierte er mit Ingmar Bergman bei dem Drama Aus dem Leben der Marionetten. 1980/81 war Bor an den umfangreichen Dreharbeiten zu Wolfgang Petersens U-Boot- und Weltkriegsdrama Das Boot beteiligt und erhielt für seine Leistung sowohl den Bundesfilmpreis als auch eine Oscar-Nominierung (1983). Ebenfalls 1983 sicherte Petersen sich Bors Mitarbeit bei der Fantasy- und Romanverfilmung Die unendliche Geschichte, ein weiterer großer Kassenerfolg.
Bor arbeitete darüber hinaus mit so grundverschiedenen Filmemachern wie Loriot (Pappa ante portas), Werner Herzog (Cobra Verde), Margarethe von Trotta (Rosa Luxemburg), Michael Verhoeven (Das schreckliche Mädchen), Gerhard Polt (Man spricht deutsh, Herr Ober!), Peter Zadek (Die wilden Fünfziger), Jean-Jacques Annaud (Der Name der Rose), Roland Emmerich (Das Arche Noah Prinzip, Joey) und einmal sogar Billy Wilder (Fedora) zusammen.
Seine letzte große Arbeit war Joseph Vilsmaiers Stalingrad-Film im Winter 1991/92. 1993 erlitt Bor einen Hörsturz und zog sich daraufhin ins Privatleben zurück. Milan Bor wurde 1987 für seine filmischen Leistungen mit dem Bayerischen Filmpreis ausgezeichnet.

## Filmografie
Ton oder Tonmischung bei Kinofilmen, wenn nicht anders angegeben
| - 1970: Die Weibchen - 1974: Madame Pompadour (TV) - 1974: Zigeunerliebe (TV) - 1974–1992: Tatort (zahlreiche Folgen der Fernsehkrimireihe) - 1975: Victoria und ihr Husar (TV) - 1975: Der Zigeunerbaron (TV) - 1976: Per Saldo Mord - 1976: Sternsteinhof - 1976: Lobster (Fernsehserie) - 1976: Vier gegen die Bank (TV) - 1976: Bolwieser (TV) - 1977: Slavers – Die Sklavenjäger - 1977: Nonstop Nonsens (TV-Comedyreihe) - 1977: Der amerikanische Freund - 1977: Rheingold - 1978: Fedora - 1978: Despair – Eine Reise ins Licht - 1978: Amore (TV) - 1978: Wallenstein (Fernsehmehrteiler) - 1978: Die Ehe der Maria Braun - 1978: Der Chinese (TV) - 1978: Die erste Polka - 1979: Die dritte Generation - 1979: Theodor Chindler (Fernsehmehrteiler) - 1980: Berlin Alexanderplatz (Fernsehserie) - 1980: Aus dem Leben der Marionetten - 1980: Soweit das Auge reicht - 1980: Lili Marleen - 1980: Trokadero - 1981: Desperado City - 1981: Ach du lieber Harry - 1981: Das Boot - 1981: Lola - 1982: Parsifal - 1982: Die Heartbreakers - 1983: Peppermint Frieden - 1983: Dies rigorose Leben - 1983: Die wilden Fünfziger - 1983: Ediths Tagebuch - 1983: Die unendliche Geschichte - 1983: Die Story - 1983: Marlene | - 1983–88: Derrick (Fernsehkrimireihe, mehrere Folgen) - 1984: Das Arche Noah Prinzip - 1984: Die zwei Gesichter des Januar - 1984: Lieber Karl - 1984: Der Rekord - 1984: Tapetenwechsel - 1984: Der Schneemann - 1984: Danger – Keine Zeit zum Sterben - 1985: Zuckerbaby - 1985: Marie Ward – Zwischen Galgen und Glorie - 1985: Joey - 1985: Drei gegen Drei - 1985: Operation Dead End - 1985: Rosa Luxemburg - 1986: Der Name der Rose - 1986: Tatort: Freunde - 1986: Paradies - 1986: Der Angriff - 1986: Johann Strauß – Der König ohne Krone - 1987: Der Joker - 1987: Zabou - 1987: Der Unsichtbare - 1987: Felix - 1987: Cobra Verde - 1987: Schloß Königswald - 1987: Man spricht deutsh - 1988: Die Katze - 1988: Herbstmilch - 1988: Rosamunde - 1988: Killing Blue - 1989: African Timber - 1990: Das schreckliche Mädchen - 1990: Blaues Blut (Fernsehserie) - 1991: Go Trabi Go - 1991: Erfolg - 1991: Pappa ante portas - 1991: Bis ans Ende der Welt - 1991: Pizza Colonia - 1991: Herr Ober! - 1991: Gudrun - 1992: Go Trabi Go 2 – Das war der wilde Osten - 1992: Salz auf unserer Haut - 1992: Langer Samstag - 1993: Stalingrad |